# جون بارك فينلي
جون بارك فينلي (بالإنجليزية: John Park Finley)‏ هو عالم أرصاد أمريكي، ولد في 11 أبريل 1854 في آن آربر في الولايات المتحدة، وتوفي في 24 نوفمبر 1943 في باتل كريك في الولايات المتحدة.